# Щелев, Михаил Яковлевич
Михаил Яковлевич Щелев (14 ноября 1938 года, Москва — 12 сентября 2016 года, там же) — советский и российский физик, лауреат Государственной премии СССР, премии имени А.Г. Столетова (2014), премии им. Гарольда Эджертона (посмертно), заслуженный деятель науки Российской Федерации.

## Биография
В 1946 по 1956 гг. обучался в московских средних школах № 270 и 303. Окончил школу с серебряной медалью и в 1956 г. поступил на учёбу в Московское высшее техническое училище (МВТУ) им. Н. Э. Баумана, на факультет «Приборостроение». В 1962 г. закончил МВТУ имени Н.Э. Баумана, получив квалификацию радиоинженера по специальности «Радиоэлектронные устройства». С 1964 по 1967 гг. обучался в аспирантуре на радиофизическом факультете Московского физико-технического института (МФТИ) по специальности «Электронная техника и приборы для научных исследований».
С февраля по июнь 1962 г. проходил преддипломную практику и выполнял дипломную работу по теме «Установка для регистрации быстропротекающих процессов» в лаборатории спектроскопии Физического института им. П. Н. Лебедева (ФИАН). С 1962 по 1983 г. работал в ФИАНе в должности радиоинженера, младшего, затем — старшего, заведующий сектором, заведующий лабораторией. В 1971 г. являлся руководителем научной группы «методы лазерной диагностики», в 1982 г. — заведующим сектором, а в 1983 г. — заведующим лабораторией «пикосекундная фотоника». В связи с преобразованием отделения «А» ФИАН в Институт общей физики (ИОФАН) с 1983 г. работал в Институте общей физики АН СССР (ИОФ РАН). С 1989 по 2016 г. — заведующий отделом фотоэлекроники Института общей физики АН СССР/РАН.
В ноябре 1969 г. в ФИАНе защитил кандидатскую диссертацию (к.т. н.) на тему «Электронно-оптические методы исследований в квантовой радиофизике и нелинейной оптике». В марте 1981 г. в ФИАНе защитил докторскую диссертацию (д.ф.-м.н.) на тему «Пикосекундная электронно-оптическая диагностика в лазерных исследованиях». В 1979 г. ему было присвоено звание старшего научного сотрудника, а в 1985 г. — ученое звание профессора по специальности «Физическая электроника, в том числе квантовая».
Член Экспертного Совета ВАК по физике при Минобрнауки РФ (с 2006 г.), член редколлегий журналов Laser Focus World, Fronties of Photoelectronics, Acta Photonica Sinica, действительный член Академии Инженерных Наук РФ, SPIE.
В период с 1968 по 2012 г. принимал участие в работе двадцати двух Международных конгрессов по высокоскоростной фотографии и фотонике в качестве приглашенного докладчика и руководителя делегаций, а также советского и российского национального делегата (с 1970 г.). Два таких Конгресса (1980 и 1998 г.г.) организовывал и проводил в Москве, являясь председателем Организационного и Программного комитетов. По научному обмену находился в длительных стажировках в Национальном исследовательском Совете Канады (г. Оттава, ноябрь 1969-декабрь 1970 гг.), в Комиссариате по атомной энергии Франции в Сакле (г. Париж, июнь 1974-март 1975 гг.), а также по несколько месяцев в академических институтах и на приборостроительных фирмах: «Хэдланд-Фотоникс», «Фотек» (Англия), «Кордин» (США), «Хамамацу» (Япония), «Ви-Тек» (Ю.Корея), Королевский и Имперский колледжи (Англия, С.Ирландия), Университет штата Юта, Мичиганский Университет (США), Пекинский технологический институт, Сианьский институт оптики и точной механики (КНР), Пражский политехнический институт (Чехословакия), Венский политехнический институт (Австрия), Университет штата Кампинус (Бразилия).
Специалист в области фотоэлектронной диагностики; внес существенный вклад в развитие физических принципов пико-фемтосекундной фотоэлектроники, в разработку и применение методов и средств электронно-оптической диагностики для изучения сверхкоротких явлении лазерной физики.
Вел педагогическую работу в МГУ и МФТИ.

## Награды и звания
- Премия Ленинского комсомола
- Государственная премия СССР (в составе группы, за 1986 год) — за цикл работ «Создание методов лазерной диагностики и исследование высокотемпературной плазмы в физическом эксперименте» (1963—1984)
- Звание Заслуженный деятель науки Российской Федерации (1999)
- Премия имени А. Г. Столетова (2014) — За серию работ «Пико-фемто-фотоэлектроника: инструментальная реализация базовых принципов высокоскоростной электронно-оптической регистрации изображений быстропротекающих процессов в экспериментальной физике»

- Международная золотая медаль имени Губерта Шардина Германского Физического общества (1972)
- Международная премия Фото-Соникс (1988 г.), учрежденная Обществом оптических инженеров США
- Международная премия «VIDE & CREDE» («Увидеть и уверовать»), учрежденная Японским обществом по высокоскоростной фотографии и фотонике и фирмой Hamamatsu (2009)

Почетный профессор Пекинского технологического института (Китай, 1999).